# Pero nasala
Pero nasala là một loài bướm đêm trong họ Geometridae.